# Еня (Италия)
 Тази статия е за градчето в Северна Италия.  За ирландската музикантка вижте Еня.  
Ѐня (на италиански: Egna; на немски: Neumarkt, Ноймаркт) е градче и община в Северна Италия, автономна провинция Южен Тирол, автономен регион Трентино-Южен Тирол. Разположено е на 214 m надморска височина. Населението на общината е 5176 души (към 2014 г.).

## Език
Официални общински езици са и италианският и немският. Най-голямата част от населението говори немски. В общината се говори и други романски език, ладинският.
| %     | Роден език      |
| 36,89 | Италиански език |
| 62,70 | Немски език     |
| 0,42  | Ладински език   |